# Fibula
För den anatomiska termen fibula, se vadben.

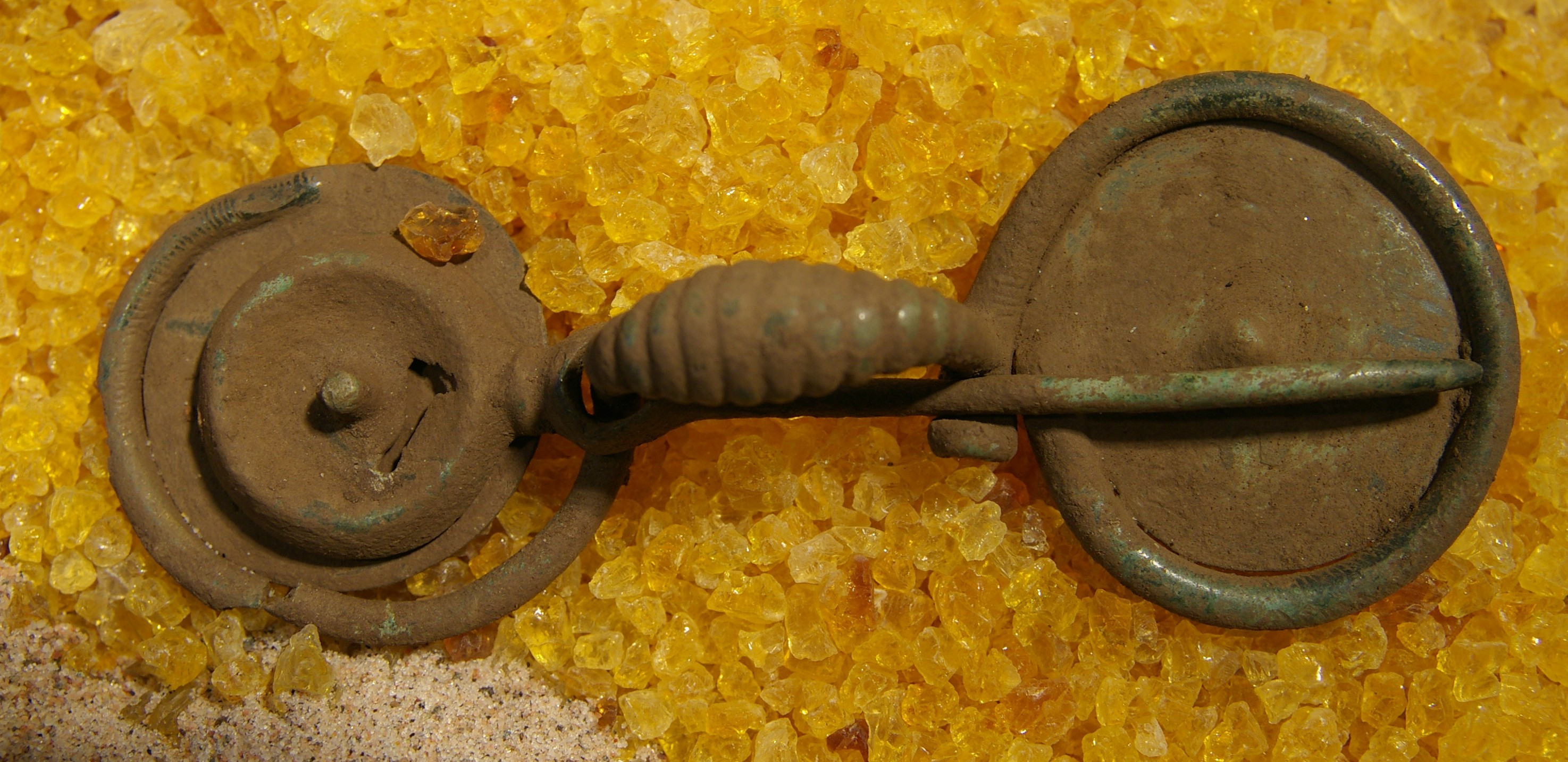
Bornholmsfibula eller glasögonfibula, från bronsålderns period III, funnen i en gånggrift i Falköping, Västergötland.

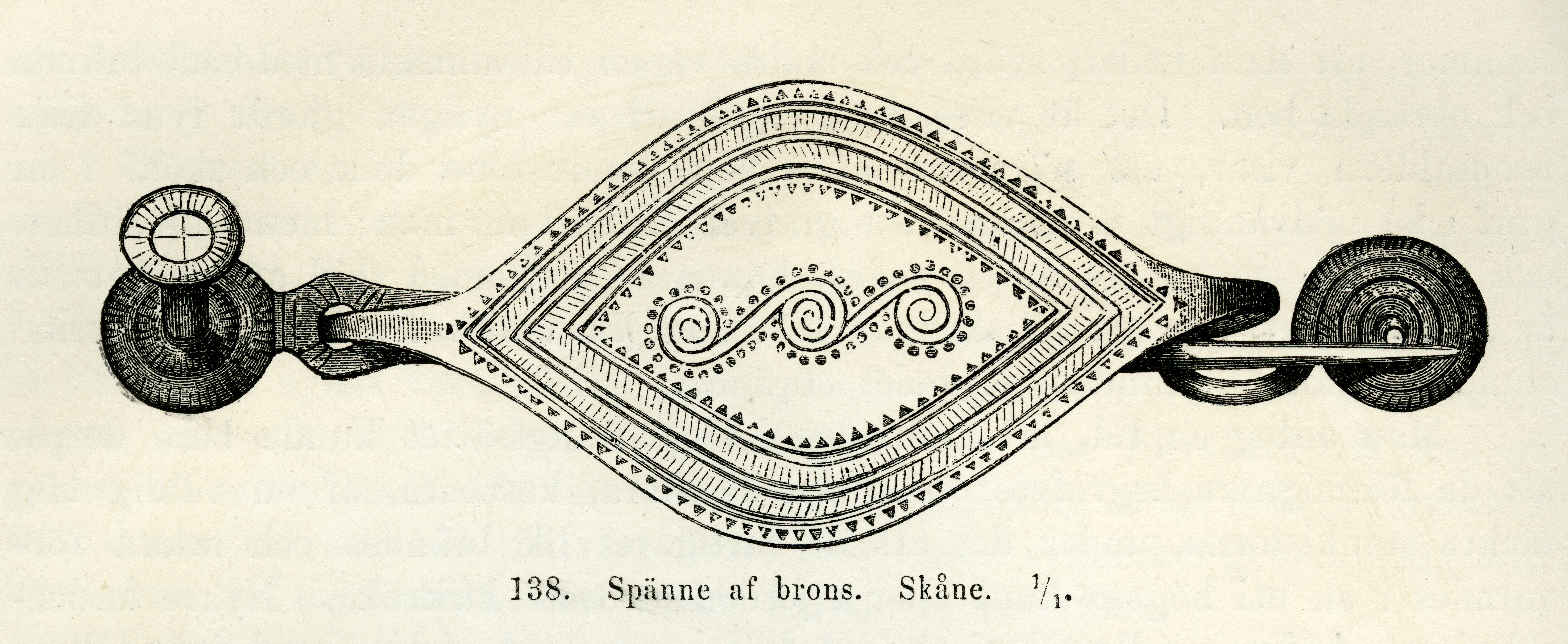
Bornholmsfibula, från bronsålderns period III, funnen i Skåne.

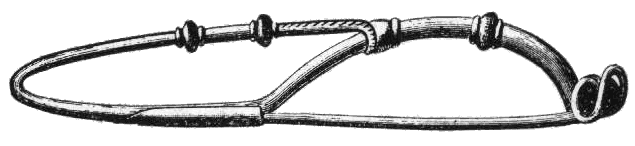
Fibula av järn, från järnåldern, funnen i Bohuslän.

En fibula är ett dräktspänne ofta liknande en brosch, vanligen tillverkad av brons, men ibland av järn eller djurben. Ibland dekorerades fibulan med till exempel bärnsten, korall eller halvädelstenar.
Fibulan användes allmänt i Europa under bronsåldern och järnåldern, men kom senare alltmer att ersättas av knappar. En modern variant av fibula är säkerhetsnålen. Vissa spännen som inte kallas fibulor; reliefspänne, ryggknappsspänne, likarmade spännen m. fl. är fortfarande tekniskt sett fibulor, men har ett lite annorlunda utseende.
Några av bronsåldern fibulatyper:
1. Fibula med smal, spiralvriden bygel
2. Fibula med smal bygel och spiralupprullade ändar
3. Fibula med bred bygel och ändplattor
4. Bornholmsfibula med runda och nästan flata ändplattor
5. Glasögonfibula med ovala och välvda ändplattor
6. Glaögonfibula med njurformade djupt välvda ändplattor

Några av de typer som varit använda under järnåldern:
1. Trekantig fibula (yngre förromersk järnålder)
2. Fibula med tillbakaböjd fot (yngre förromersk järnålder)
3. T-formad fibula (yngre förromersk järnålder)
4. T-formad fibula med pågjutna bronsprydnader (yngre förromersk järnålder)
5. Kraftigt profilerad fibula (äldre romersk järnålder)
6. Fibula med täckt spiral och genombruten fot (kort period ca 0-50 e. Kr)
7. Fibula med bred bygel (äldre romersk järnålder)
8. Ögonfibula (äldre romersk järnålder)
9. Rosettfibula (vanlig tidigt 200-tal)
10. Fibula med omböjd fot (yngre romersk järnålder)
11. Fibula med hög nålhållare (yngre romersk järnålder, sena har ofta en knopp på ryggavslutningen)
12. Armborstfibula (folkvandringstid)
13. Hakkorsfibula (yngre romersk järnålder)
14. Korsformad fibula (folkvandringstid)